# Masking

exemple d'un cas de masking (amb paraules)

S'anomena masking al fet de generar una interferència entre dos estímuls consecutius, alterant així el procés perceptual. Es diu erròniament que la màscara crea una interrupció en el processament de l'estímul i l'objectiu, però realment no es tracta d'interrompre sinó d'impedir processar un estímul concret per tal de donar amb un efecte determinat, com ara la continuïtat entre els diferents estímuls o l'anul·lació del moviment, replantejant aquest emmascarament com una tècnica per a donar amb la microgènesi perceptual. Per exemple, en el cinema, es pot anular la percepció del moviment adherint un fotograma blanc entre dos fotogrames consecutius.
Per entendre el masking, cal conèixer mínimament el que la psicologia cognitiva sosté, i és que el processament d'informació existent entre els estímuls i les respostes requereix un sistema processador que transforma senyals d'entrada en estímuls amb un significat concret. El processament d'informació implica el seu pas a través d'una cadena ordenada en forma jeràrquica, procedint així d'allò general a allò més específic i, per tant, perdent certa quantitat d'informació durant el transcurs de la cadena, fet que explica perquè no percebem tot allò que nosaltres podríem certament veure. Degut a la limitació de la capacitat resolutiva del sistema visual, succeeix que quan dos estímuls presentats fugaçment es presenten en ràpida successió, es produeix algun tipus d'interferència entre entre ells, i gràcies a la memòria icònica no es suspèn completament quan desapareix la senyal, ja que el magatzem icònic manté disponible la informació sensorial obtinguda durant un cert període després que s'hagi retirat l'estímul extern.

## Teories
- Teoria de la integració (0-50 ms): L'estímul i la màscara s'integren en un mateix procés perceptiu. La memòria sensorial processa ambdós estímuls com un de sol, com una única imatge.
- Teoria de la interrupció (100-250 ms): La màscara te l'efecte “d'esborrar” la lletra, tot interferint el procés de gravat de l'estímul a la memòria sensorial. Donat que a intervals de 300 ms desapareix l'efecte de la màscara, se suposa que la memòria sensorial dura aquest temps.
- Emmascarat per Brillantor (Energia): Es presenta un flash de llum després de l'estímul objectiu. La quantitat d'emmascarat depèn de la brillantor (energia) i de la durada de la màscara. Únicament es veu interferit el record quan la màscara es presenta en el mateix ull que l'estímul.
- Emmascarat de Patró: Consisteix en la presentació d'un patró després de l'estímul objectiu. La magnitud de l'emmascarat depèn de l'interval entre la presentació de l'estímul i la màscara. La interferència en la memòria es dona fins i tot si la màscara es presenta en un ull diferent al de l'estímul.[3]

## Aplicacions
Entre les moltes aplicacions del masking en els últims anys, són majoritàriament estudis que han utilitzat en conjunció amb tècniques neurofisiològiques per aïllar circuits cerebrals involucrats en la producció de l'experiència conscient.
El 2005 es va dur a terme un experiment utilitzant una tècnica coneguda com a repetida estimulació magnètica transcranial (rTMS): els investigadors utilitzen una bobina magnètica per induir petits potencials elèctrics en el cervell d'un subjecte, i la inducció repetida pot causar una petita porció d'escorça per desactivar durant un breu període. En l'estudi de Hirose et al., Va desactivar una regió de l'escorça visual anomenada V5 / MT +. L'efecte va ser que aquest objecte prevé substitució positiu per emmascarar SOA punt presentacions no evitar la percepció dels estímuls. V5 / MT + se sap que són molt importants en la percepció de el moviment. Aquest estudi suggereix que el seu paper podria ser més ampli, participant en la connexió moments junts en l'experiència perceptiva.
Una altra aplicació és investigar preguntes sobre si necessiten estímuls fer-ho en consciència, per tal d'influir en el comportament.